# نيفيل ميلر
نيفيل ميلر (27 أغسطس 1874 في الصين - 3 مارس 1967) (بالإنجليزية: Neville Miller)‏ هو لاعب كريكت بريطاني (وحمل سابقاً جنسية المملكة المتحدة لبريطانيا العظمى وأيرلندا).

## وصلات خارجية
- نيفيل ميلر على موقع إي آس بي آن كريك إنفو (الإنجليزية)